# Liste der Biografien/Dox
Liste der Biografien |
Portal Biografien |
Personensuche
# |
A |
B |
C |
D |
E |
F |
G |
H |
I |
J |
K |
L |
M |
N |
O |
P |
Q |
R |
S |
T |
U |
V |
W |
X |
Y |
Z |
?
 
Da |
Db |
Dc |
Dd |
De |
Dg |
Dh |
Di |
Dj |
Dk |
Dl |
Dm |
Dn |
Do |
Dq |
Dr |
Ds |
Du |
Dv |
Dw |
Dy |
Dz
 
Doa |
Dob |
Doc |
Dod |
Doe |
Dof |
Dog |
Doh |
Doi |
Doj |
Dok |
Dol |
Dom |
Don |
Doo |
Dop |
Doq |
Dor |
Dos |
Dot |
Dou |
Dov |
Dow |
Dox |
Doy |
Doz
Die Liste der Biografien führt alle Personen auf, die in der deutschsprachigen Wikipedia einen Artikel haben. Dieses ist eine Teilliste mit 12 Einträgen von Personen, deren Namen mit den Buchstaben „Dox“ beginnt.

## Dox
- Dox, Georg (* 1956), österreichischer Fernsehjournalist und Nachrichtensprecher
- Dox, Gerrit L. (1784–1847), US-amerikanischer Jurist und Politiker
- Dox, Peter Myndert (1813–1891), US-amerikanischer Rechtsanwalt, Richter und Politiker

### Doxa
- Doxaras, Nikolaos († 1775), griechischer Maler
- Doxaras, Panagiotis (1662–1729), griechischer Maler
- Doxas, Chet (* 1980), kanadischer Jazzmusiker
- Doxat, Nicolas (1682–1738), Schweizer Offizier und Festungsbauer

### Doxe
- Doxey, Charles T. (1841–1898), US-amerikanischer Politiker
- Doxey, Wall (1892–1962), US-amerikanischer Politiker

### Doxi
- Doxiadis, Apostolos (* 1953), griechischer Autor
- Doxiadis, Konstantinos (1913–1975), griechischer Architekt und Städteplaner der Moderne

### Doxt
- Doxturishvili, Aleksandr (* 1980), usbekischer Ringer